# Gjanaj Rahman
Gjanaj Rahman (Ujmisht, 1907 – Lurth di Perlati, 21 novembre 1940) è stato un militare italiano Carabiniere dell'Arma dei Carabinieri insignito di Medaglia d'oro al valor militare alla Memoria.

## Biografia
Nell'Albo d'Oro dell'Arma dei Carabinieri è presente, a pieno titolo, il carabiniere albanese Gjanaj Rahman, caduto nel 1940 nella lotta alla criminalità. Un prestigioso rappresentante, insomma, di quel popolo che con l'Italia, in molte occasioni, anche recenti, ebbe stretti rapporti economici, militari, culturali e sociali.
L'esperienza italiana nella Regione, limitandosi all'arco temporale che comprende le due guerre mondiali, può farsi risalire al 1913, quando l'Albania divenne formalmente indipendente, con una sovranità limitata in un'area continuamente attraversata da conflitti per questioni territoriali. Allo scoppio della Prima guerra mondiale l'Italia incrementò le sue attenzioni sull'Albania - strategicamente essenziale per il controllo del Canale d'Otranto e per contrastare le mire espansionistiche dell'Austria-Ungheria e della Turchia - con numerose iniziative, quali l'istituzione di una Scuola di Gendarmeria, diretta dal maggiore Giuseppe Borgna e finalizzata alla riorganizzazione del Corpo.
Il 3 giugno 1917 il Regno d'Italia assunse un protettorato di fatto sull'Albania e, verso la fine della guerra, le nostre Forze avevano occupato pacificamente quasi tutto il Paese. Nell'agosto del 1920, a seguito di un protocollo d'intesa, iniziò il rientro in Patria delle Forze italiane e si ricostituì lo Stato albanese, che avrebbe conservato le strutture ideate dagli italiani, non ultima la Gendarmeria, organizzata similmente all'Arma dei Carabinieri.
Neanche cinque anni dopo, a partire dal 1925, nell'Italia fascista si riaccese l'interesse per il piccolo Stato balcanico, soprattutto in funzione anti-jugoslava; furono stipulati vari accordi, in particolare di carattere economico, che favorirono l'influenza italiana. Nel 1928 il Presidente Zog si autoproclamò monarca, atto riconosciuto dal solo regime fascista, con il quale l'Albania iniziò a collaborare. Nel 1935 Mussolini propose a Zog un trattato che, in pratica, trasformava l'influenza italiana in un protettorato. Al rifiuto del re, il 7 aprile 1939 l'Italia occupò militarmente l'Albania - con il contributo di sedici Sezioni e Plotoni dell'Arma -, incontrando una scarsa resistenza. Il fascismo instaurò un governo fantoccio ed il 16 aprile dello stesso anno il trono albanese fu assunto da Vittorio Emanuele III. Tra le prime iniziative del nuovo corso, vi furono quelle di dar luogo alla fusione tra le Forze Armate italiane e quelle albanesi, nonché di affidare il Comando Generale della Gendarmeria al generale dei Carabinieri Crispino Agostinucci. Il 23 luglio del 1939 la Gendarmeria fu sciolta ed i suoi componenti vennero assorbiti dall'Arma, che istituì il Comando superiore dei Carabinieri d'Albania, agli ordini dello stesso Agostinucci. Da quel momento la Benemerita si articolò saldamente su tutto il territorio albanese e, grazie all'arrivo di oltre ottocento carabinieri dalla Madrepatria e alla disponibilità del personale di nove Sezioni già mobilitate, poté affrontare - assieme agli ex gendarmi, ormai carabinieri - i principali problemi operativi, tra i quali il disarmo delle popolazioni ed il ripristino della sicurezza pubblica. L'Organizzazione territoriale venne articolata su due Legioni (Tirana per il nord e Valona per il sud), dieci Gruppi, trentuno Compagnie, quarantadue Tenenze e circa duecento Stazioni.
L'episodio eroico compiuto dal carabiniere albanese Rahman avvenne quando non solo l'Italia era già entrata nel Secondo conflitto mondiale, ma addirittura dopo che il regime fascista aveva aggredito la Grecia, per cui erano già in atto combattimenti sul confine meridionale dell'Albania. Il sacrificio, però, si consumò nel nord del Paese e fu completamente avulso dagli eventi bellici, trattandosi di un'azione di polizia giudiziaria, condotta da tre carabinieri albanesi nel corso di un servizio di controllo del territorio. Il protagonista dell'operazione fu appunto il carabiniere Gjanaj Rahman (come d'uso al tempo, il nome fu italianizzato in Giovanni Ramano), nato a Ujmisht di Bicaj (zona di Kukes, nel nord-est del Paese, al confine col Kosovo) nel 1907, da genitori dediti alla coltivazione dei campi. Si arruolò quale gendarme nel Corpo della Guardia Reale di Tirana il 1º gennaio 1929; transitò successivamente al Distaccamento mobile di Peskopea ed alla Compagnia di Kukes, ove fu promosso 1° gendarme nell'aprile 1936. Venne assunto nei ruoli dell'Arma dei Carabinieri Reali dopo l'occupazione italiana dell'Albania. Assegnato alla Stazione di Perlati, anche nella nuova destinazione continuò a prestare servizio con fedeltà alle istituzioni e dedizione al dovere.
Il 21 novembre 1940 venne comandato in servizio di perlustrazione assieme a due carabinieri albanesi più giovani, Kryekurti Halit e Kaba Shyqri, per la ricerca di sei pericolosi latitanti segnalati nella zona. Individuato quale possibile rifugio dei malfattori un casolare isolato tra i campi, con grande sprezzo del pericolo il carabiniere Rahman, incurante dell'inferiorità numerica, ordinò l'assalto ai latitanti, che reagirono con violenza provocando un feroce conflitto a fuoco, a seguito del quale tre dei malfattori rimasero uccisi; il Rahman, colpito all'addome da un colpo d'arma da fuoco, continuò a combattere abbattendo uno dei criminali ma, nuovamente ferito, cadde a terra esanime. Alla sua memoria venne concessa la Medaglia d'oro al valor militare con la seguente motivazione: "Di perlustrazione con due compagni meno anziani, avuto sentore della presenza, in un casolare isolato in aperta campagna, di un gruppo di sei pericolosissimi latitanti autori di vari omicidi e notoriamente armati di fucili da guerra e bombe a mano, sprezzante del gravissimo rischio cui si esponeva, decisamente li affrontava con i compagni all'interno del casolare, impegnando con i malviventi furioso conflitto a fuoco. Sebbene ferito all'addome, con eccezionale forza d'animo persisteva accanitamente nella lotta finché, dopo aver ucciso uno dei criminali, cadeva fulminato da un secondo proiettile. Fulgido esempio di attaccamento al dovere e di alte virtù militari". Lurth di Perlati, 21 novembre 1940.
I due carabinieri albanesi sopravvissuti, per il loro coraggio e per la loro perizia, furono decorati di Medaglia d'argento al valor militare.